# 希卡克人
希卡克人（Jicaque），又称托卢潘人（Tolupan），是洪都拉斯西北海岸的原住民，其文化与尼加拉瓜东北部的苏莫人及米斯基托人相似。他们务农，种植木薯、豆类和玉米。捕鱼和狩猎则提供其他食物；家畜现在也很普遍。住房为木柱草顶结构。衣着为半传统服装，一些商品布匹和衬衣、裤子、女装等正日益普及。手工业則包括编织、编筐、制作石墨和弓箭。十九世紀時，ㄧ為羅馬天主教的傳教士Manuel Jesús de Subirian將西方文化帶進希卡克人的部落，教導他們種植玉米，另有ㄧ批維持傳統生活的希卡克人住在洪都拉斯中部的La Montaña del Flor，政府為他們劃了760公頃的保留區。